# Embaixada do Equador em Brasília
A Embaixada da Equador em Brasília é a principal missão diplomática do Equador no Brasil. Está localizada no Setor de Habitações Individuais Sul, no Lago Sul. É chefiada atualmente por Diego Antonio Rivadeneira Espinosa, no cargo desde 29 de janeiro de 2018.

## Serviços
A embaixada realiza os serviços protocolares das representações estrangeiras, como o auxílio aos equatorianos que moram no Brasil e aos visitantes vindos do Equador e também para os brasileiros que desejam visitar ou se mudar para o país escandinavo. Aproximadamente dois mil brasileiros vivem no Equador.
Além da embaixada, o Equador tem um consulado e um escritório comercial em São Paulo e outro no Rio de Janeiro e outros dois consulados honorários em Fortaleza e em Manaus.
Outras ações que passam pela embaixada são as relações diplomáticas com o governo brasileiro nas áreas política, econômica, cultural e científica. Os países mantém cooperações técnicas e as trocas comerciais passaram de um bilhão de dólares em 2018.